# Victoria Stadium (Gibraltar)
Das Victoria Stadium ist ein Fußballstadion mit Leichtathletikanlage im britischen Überseegebiet Gibraltar. Das Stadion liegt in direkter Nachbarschaft zum Flughafen Gibraltar an der Winston Churchill Avenue, die die Startbahn des Flughafens kreuzt.

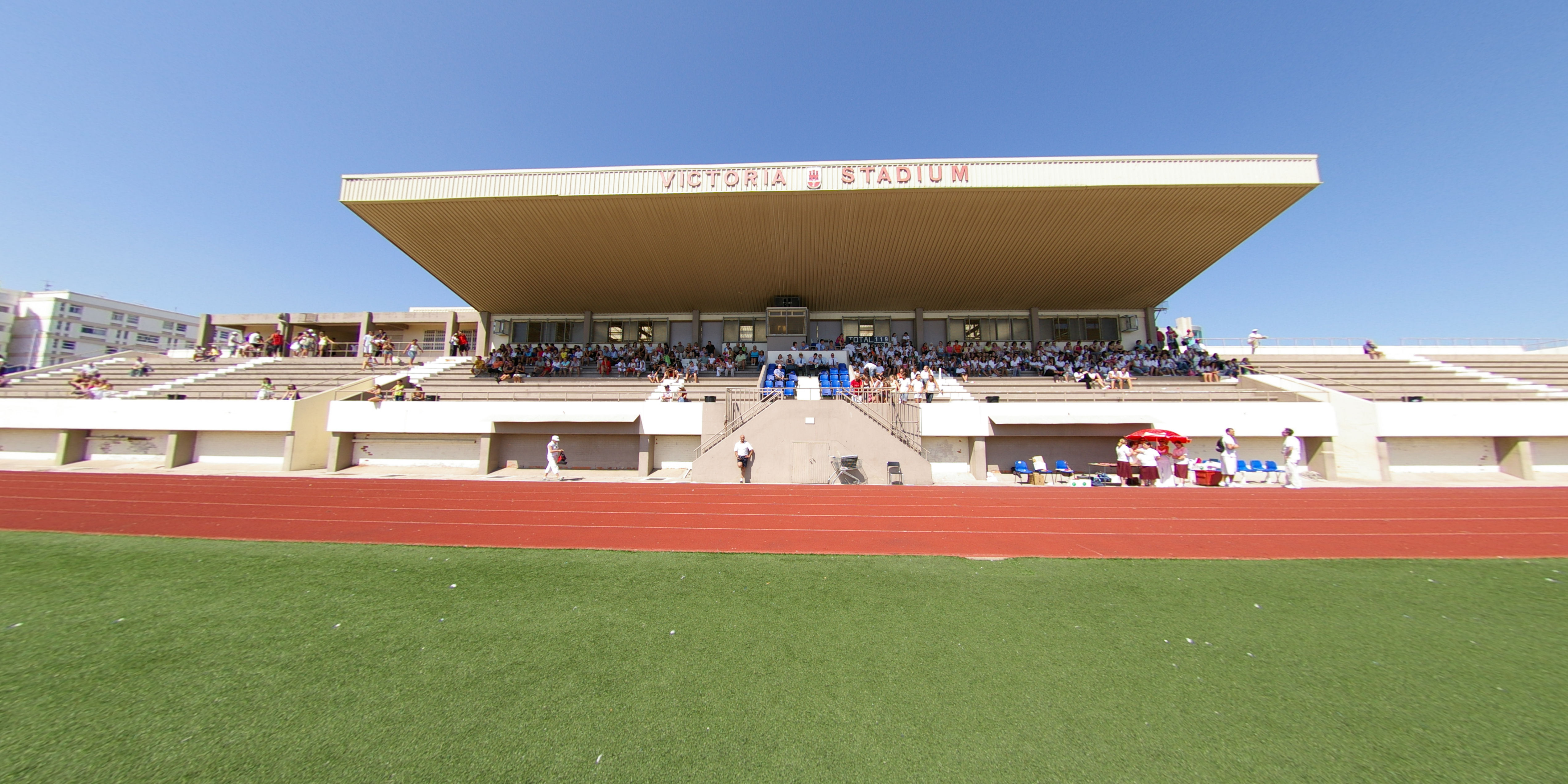
Haupttribüne

Das Stadion bietet 5000 Zuschauern Platz. Nur ein kleiner Teil der Haupttribüne ist überdacht. Um den Kunstrasenplatz verläuft die sechsspurige Leichtathletikanlage. Neben dem Stadion liegen noch ein Hockeyplatz, mehrere Tennisplätze, ein Schwimmsportzentrum, eine  Bogenschießanlage, Basketballfelder, ein Golf-Trainingsbereich und weitere Sportstätten wie z. B. für Tischtennis. Die einzelnen Anlagen gehören zum Bayside Sports Complex.
Das Stadion wird von sämtlichen Vereinen in Gibraltar als Heimspielstätte genutzt, da es kein weiteres Stadion in Gibraltar gibt.
Nachdem die Gibraltar Football Association (GFA) im Jahr 2013 nach 20-jährigen Bemühungen der UEFA beitrat, legte man im Jahr darauf Pläne für einen Stadionneubau mit 8066 Plätzen am Europa Point vor. Dagegen regte sich Widerstand und das Projekt verzögert sich. Als Ersatzort für das von der UEFA finanzierte Stadion wird das Gelände der früheren Kasernen Lathbury Barracks favorisiert. Besorgt zeigte sich die Gibraltar Ornithological & Natural History Society (GONHS) über die Standortpläne für den Neubau. Nach dem Beitritt zur FIFA 2016 versuchte die GFA vergeblich eine Sondergenehmigung für das Victoria Stadium für die Qualifikationsspiele zur Fußball-Weltmeisterschaft 2018 zu erhalten, sodass man wieder in das Estádio Algarve nach Portugal ausweichen musste.
Am 18. April 2017 verkündete die GFA auf ihrer Website, dass sich der Fußballverband und der Stadtstaat Gibraltar auf die Übernahme des Victoria Stadium geeinigt haben. Dafür zahlt die GFA der Regierung 16,5 Mio. £ und investiert weitere 15 Mio. £ in Renovierung und Ausbau der Sportstätte sowie der alten Sporthalle. Die GFA zahlt die 16,5 Mio. £ in drei Raten (zweimal 5 Mio. £ 2017/18 und 6,5 Mio. £ für 2018/19). Die Gelder kommen ausschließlich von der FIFA und der UEFA. Für die Renovierung kommt die GFA auf. Das Fußballstadion soll auf 8000 Plätze erweitert werden und die Kriterien der UEFA-Stadionkategorie 4 erfüllen. 2019 sollen die Island Games in Gibraltar stattfinden; dabei ist das Victoria Stadium als ein Austragungsort der Sportveranstaltung vorgesehen.
Am 4. September 2018 wurde die Baugenehmigung für das neue Nationalstadion erteilt. Dies gab die Gibraltar Football Association per Twitter bekannt. Die Bauarbeiten sollen 2019 starten und im laufenden Betrieb stattfinden.